# Gruta do Galo
A Gruta do Galo é uma gruta submarina portuguesa localizada na freguesia de Ponta Delgada, concelho de Santa Cruz das Flores ilha das Flores, arquipélago dos Açores.
Esta gruta apenas visitável de barco localiza-se na orla costeira da ilha e apresenta uma apresiavel dimensão.
Tem origem vulcânica e um comprimento de cerca de 50 metros por 25 metros de largura.